# Tổng công ty Cổ phần Vận tải Dầu khí
Tổng công ty Cổ phần Vận tải Dầu khí  (tên giao dịch quốc tế: PetroVietnam Transports Corporation, viết tắt là PV Trans) là đơn vị thành viên của Tập đoàn Công nghiệp Năng lượng Quốc gia hoạt động trong lĩnh vực giao thông vận tải, thành lập ngày 27 tháng 5 năm 2002.

## Lịch sử
- Tổng công ty cổ phần Vận tải Dầu khí, tiền thân là Công ty Vận tải Dầu khí được thành lập theo Quyết định số 358/QĐ-VPCP ngày 27/05/2002 của Bộ trưởng Chủ nhiệm Văn phòng Chính phủ với nhiệm vụ cung cấp các dịch vụ vận tải dầu khí, đặc biệt là vận tải dầu thô.
- Sau gần 5 năm hoạt động theo mô hình doanh nghiệp Nhà nước, Công ty Vận tải Dầu khí đã tiến hành cổ phần hóa theo quyết định số 758/QĐ-BCN của Bộ Công nghiệp ngày 30/3/2006 và chính thức hoạt động theo hình thức công ty cổ phần từ ngày 07/05/2007 với tên Công ty Cổ phần Vận tải Dầu khí.
- Ngày 23/7/2007, sau khi hoàn thành cổ phần hóa, để phù hợp với quy mô ngày càng phát triển, Công ty Cổ phần Vận tải Dầu khí chính thức đổi tên thành Tổng Công ty Cổ phần Vận tải Dầu khí.
- Ngày 10/12/2007, PV Trans chính thức được niêm yết tại Sở Giao dịch Chứng khoán Tp. Hồ Chí Minh với mã giao dịch PVT.

## Hoạt động kinh doanh
- Vận chuyển dầu thô
- Vận chuyển dầu sản phẩm/hóa chất
- Vận tải khí hóa lỏng
- Vận tải hàng rời
- Dịch vụ kỹ thuật dầu khí
- Dịch vụ hàng hải và Logistic

## Ban lãnh đạo
Chủ tịch HĐQT: Phạm Việt Anh
Tổng Giám đốc: Nguyễn Duyên Hiếu

## Giải thưởng
- Giải thưởng APEA (2021)[2]
- Top 500 doanh nghiệp lớn nhất Việt Nam[3]
- Top 500 doanh nghiệp có lợi nhuận tốt nhất Việt Nam

## Danh hiệu
- Huân chương Lao động hạng 3 (2012)[4]
- Bằng khen của Thủ tướng Chính phủ
- Cờ thi đua của Chính phủ